# Garmine Kande
Garmine Kande Kieli (Kinshasa, 24 agosto 1999) è un cestista della Repubblica Democratica del Congo.